# Bora-dong
Bora-dong (koreanska: 보라동) är en stadsdel i staden Yongin i provinsen Gyeonggi, i den nordvästra delen av Sydkorea, 35 km söder om huvudstaden Seoul. Den ligger i stadsdistriktet Giheung-gu.
I Bora-dong ligger Korean Folk Village, ett friluftsmuseum. 